# Klasztor norbertanów w Obermarchtalu
Klasztor norbertanów w Obermarchtalu (właściwie Opactwo norbertańskie śś. Apostołów Piotra i Pawła) – rzymskokatolickie opactwo w miejscowości Obermarchtal, pierwotnie należące do zakonu norbertanów. 

## Historia
Budowę klasztoru rozpoczęli benedyktyni w VIII wieku.
W 1171 dwunastu norbertanów przybyło do klasztoru zakładając tam własną placówkę zakonną, w związku z czym obiekt był siedzibą kapituły. W 1500 roku kompleks podniesiono do rangi opactwa.
W XVII wieku rozpoczęły się plany zbarokizowania obiektu. Przebudowa klasztoru trwała w latach 1686-1770, w wyniku czego opactwo zyskało zbliżony do obecnego wygląd. 11 września 1701 nastąpiła konsekracja kolegiaty, nowo otwartej po remoncie. 
W 1803 roku klasztor odebrano zakonowi, kościół stracił tytuł münster, który odzyskał w 2001 roku.
Od 1973 roku jest podległy bezpośrednio diecezji Rottenburga-Stuttgartu. 

## Kolegiata
Kolegiata stanowi najbardziej wychyloną na zachód część kompleksu klasztornego. Posiada dwuwieżową fasadę, obie przykryte dachami cebulastymi z zabudowanymi latarniami. Wewnętrzne ściany kościoła nie są pokryte freskami, widoczna jedynie biała warstwa tynku. Organy kościoła wykonał Johann Nepomuk Holzhey.

### Dzwony
Na wieżach kolegiaty zawieszone jest łącznie 13 dzwonów:
| nr  | Rok odlania | Ton  | Ludwisarnia    |
| --- | ----------- | ---- | -------------- |
| 1.  | 1688        | A°   | G. Rosier      |
| 2.  | 1688        | c'   | G. Rosier      |
| 3.  | 1491        | e'   | Biberacher     |
| 4.  | 1688        | g'   | G. Rosier      |
| 5.  | 1663        | a'   | G. Rosier      |
| 6.  | 1688        | h'   | G. Rosier      |
| 7.  | 1688        | c"   | G. Rosier      |
| 8.  | 1663        | d"   | G. Rosier      |
| 9.  | 1688        | dis" | G. Rosier      |
| 10. | 1989        | e"   | A. Bachert     |
| 11. | 1756        | fis" | C. N. Arnold   |
| 12. | ?           | a"   | Biberacher (?) |
| 13. | 1663        | a"   | G. Rosier      |

## Galeria

### Kolegiata

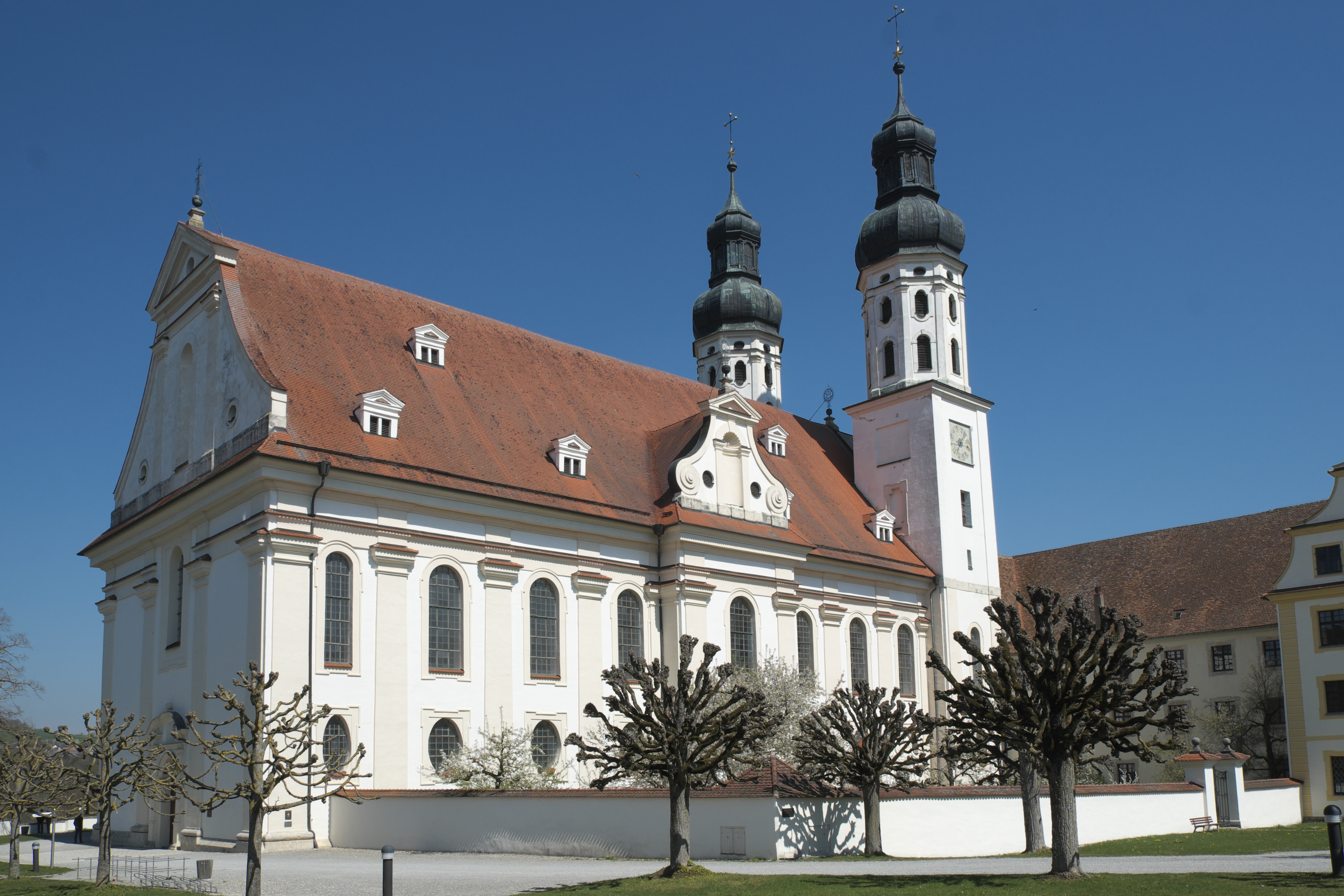
Kolegiata śś. Apostołów Piotra i Pawła
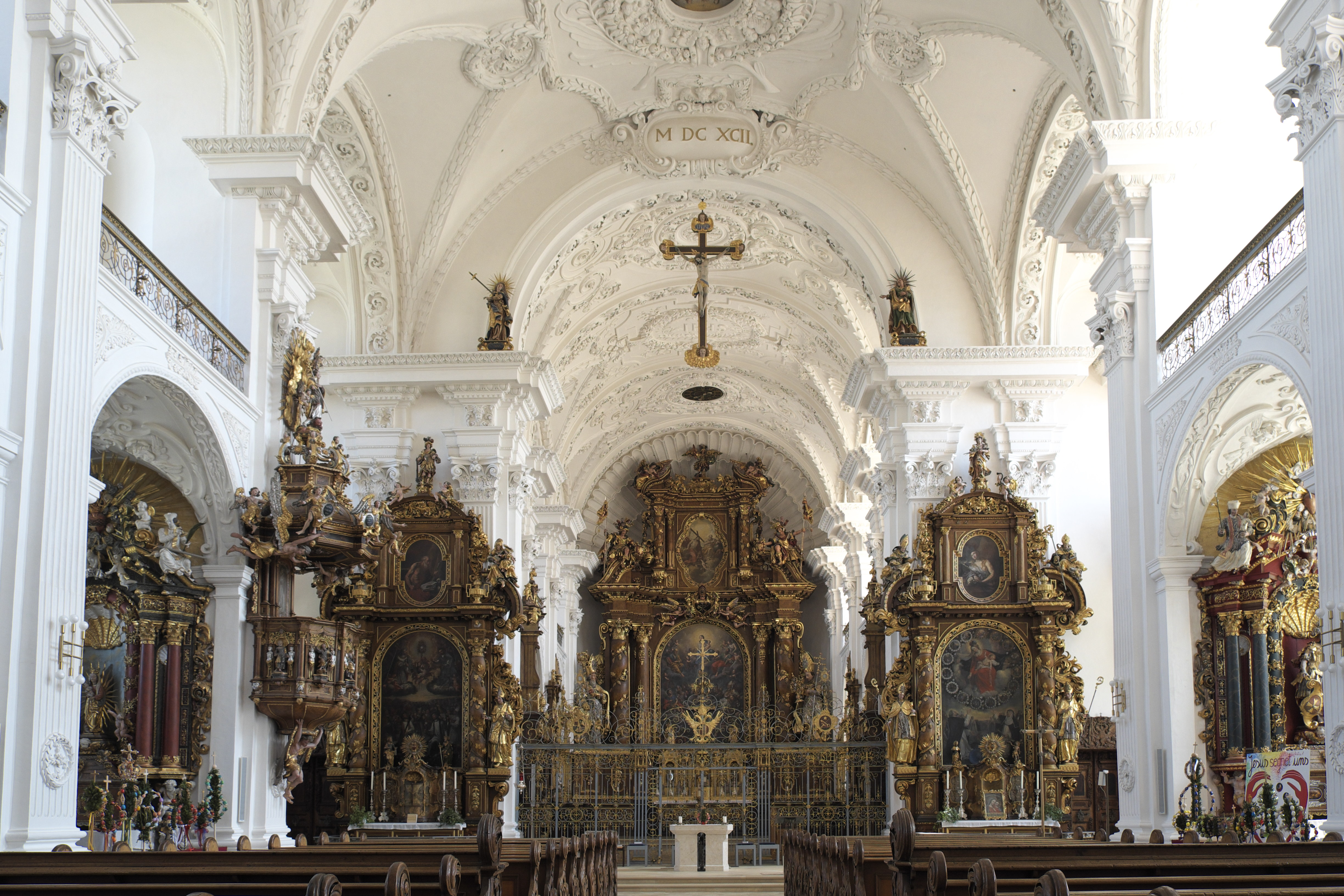
Wnętrze kolegiaty
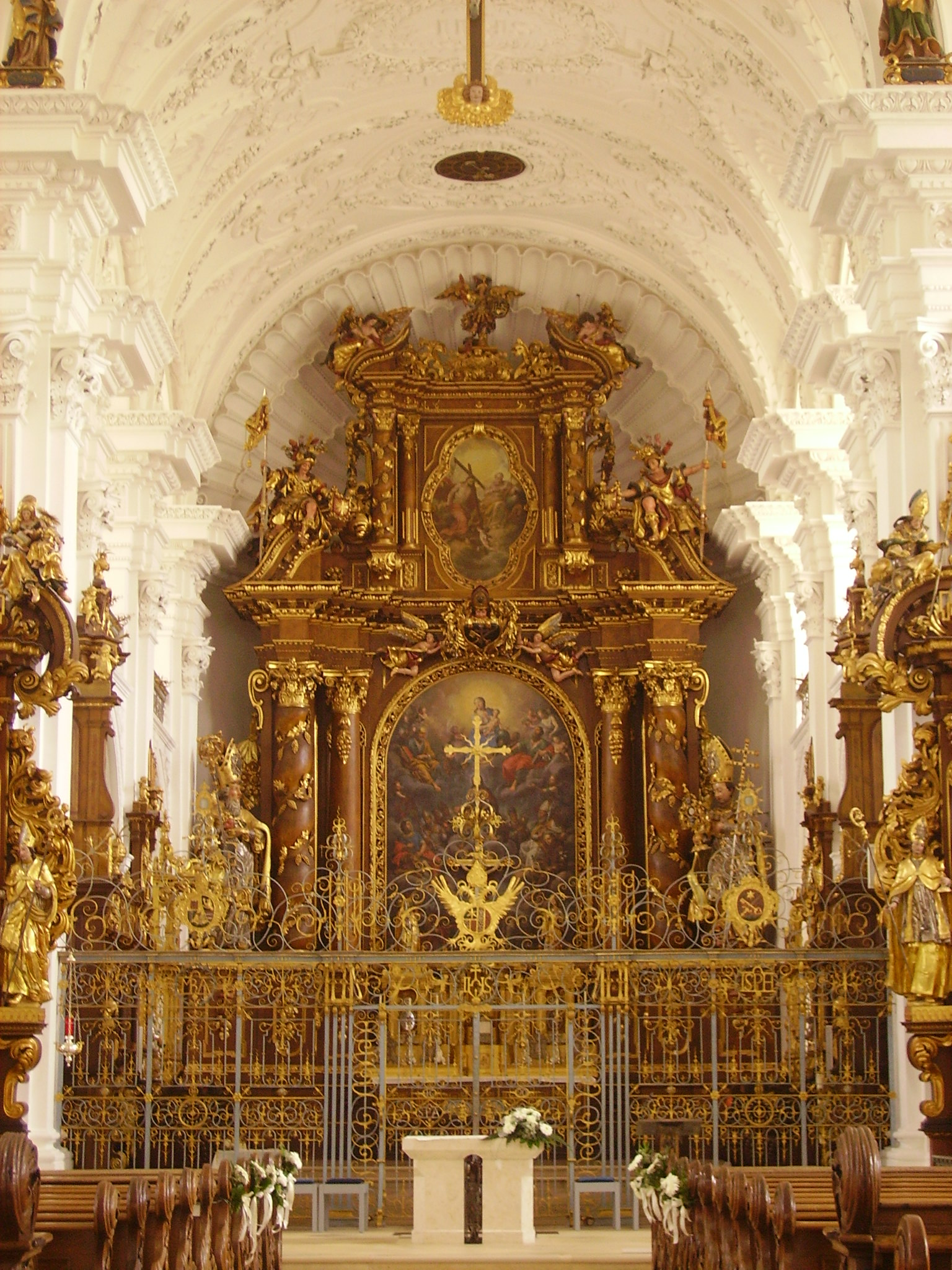
Ołtarz główny
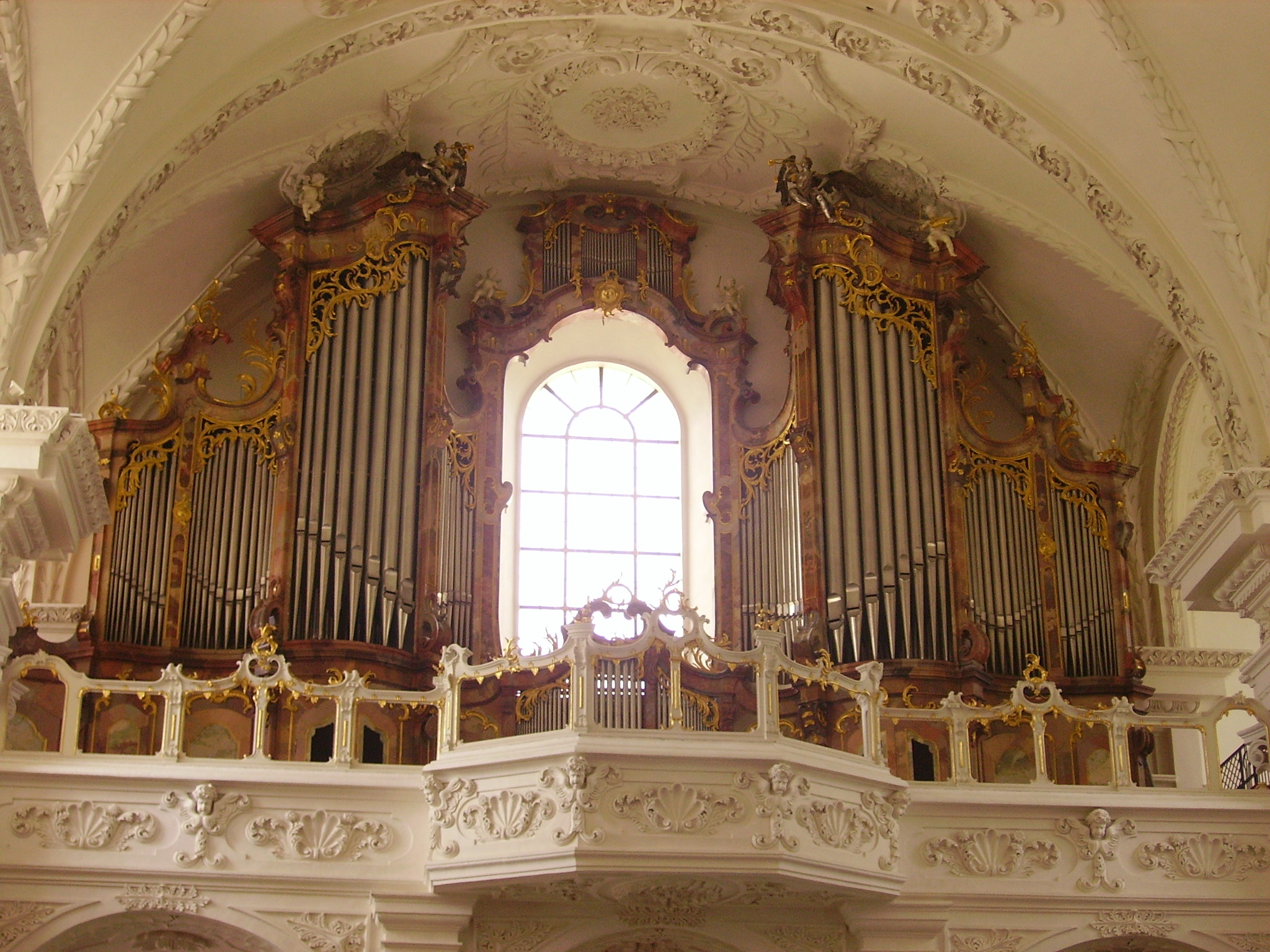
Organy
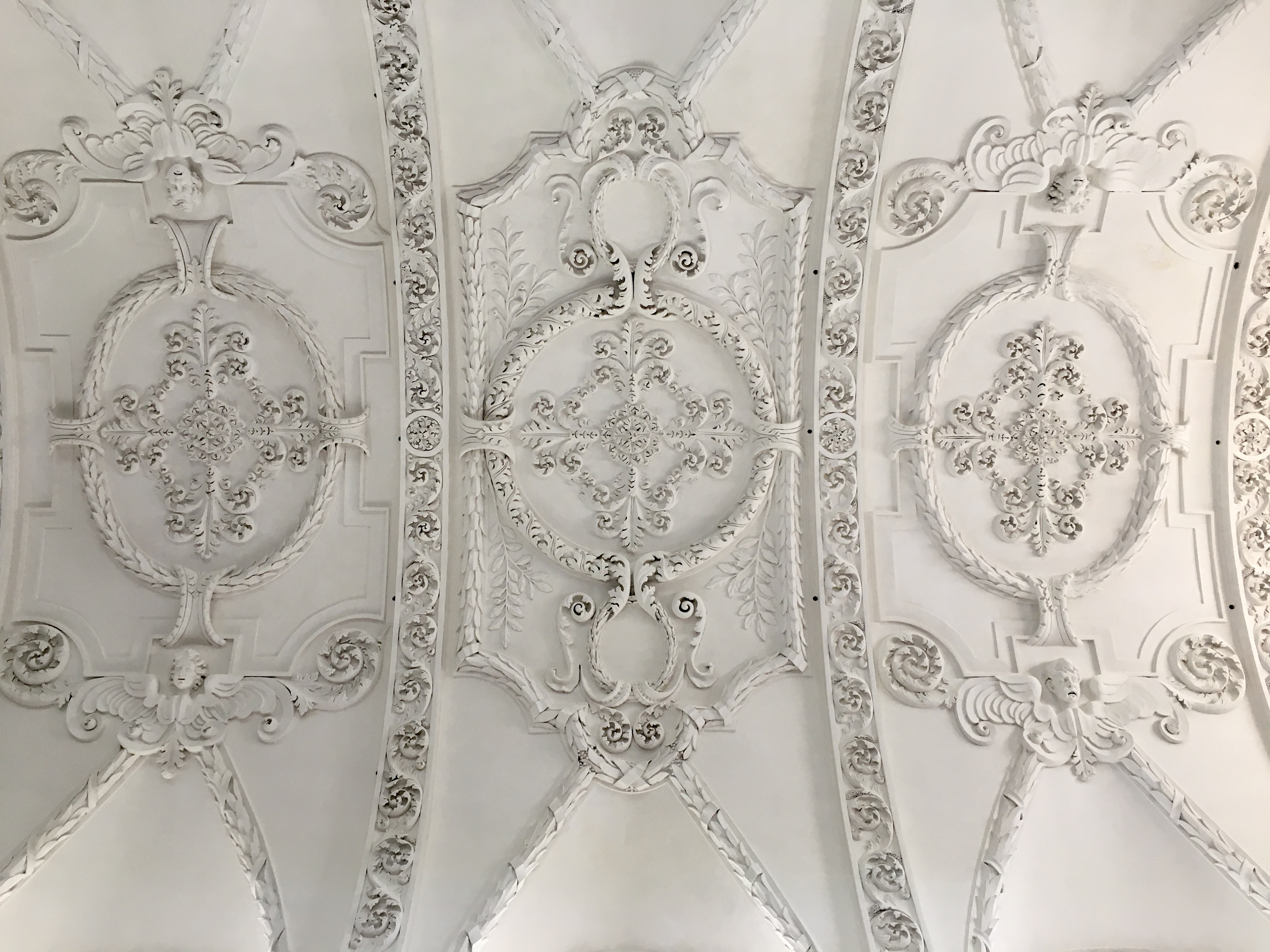
Sklepienie

### Opactwo

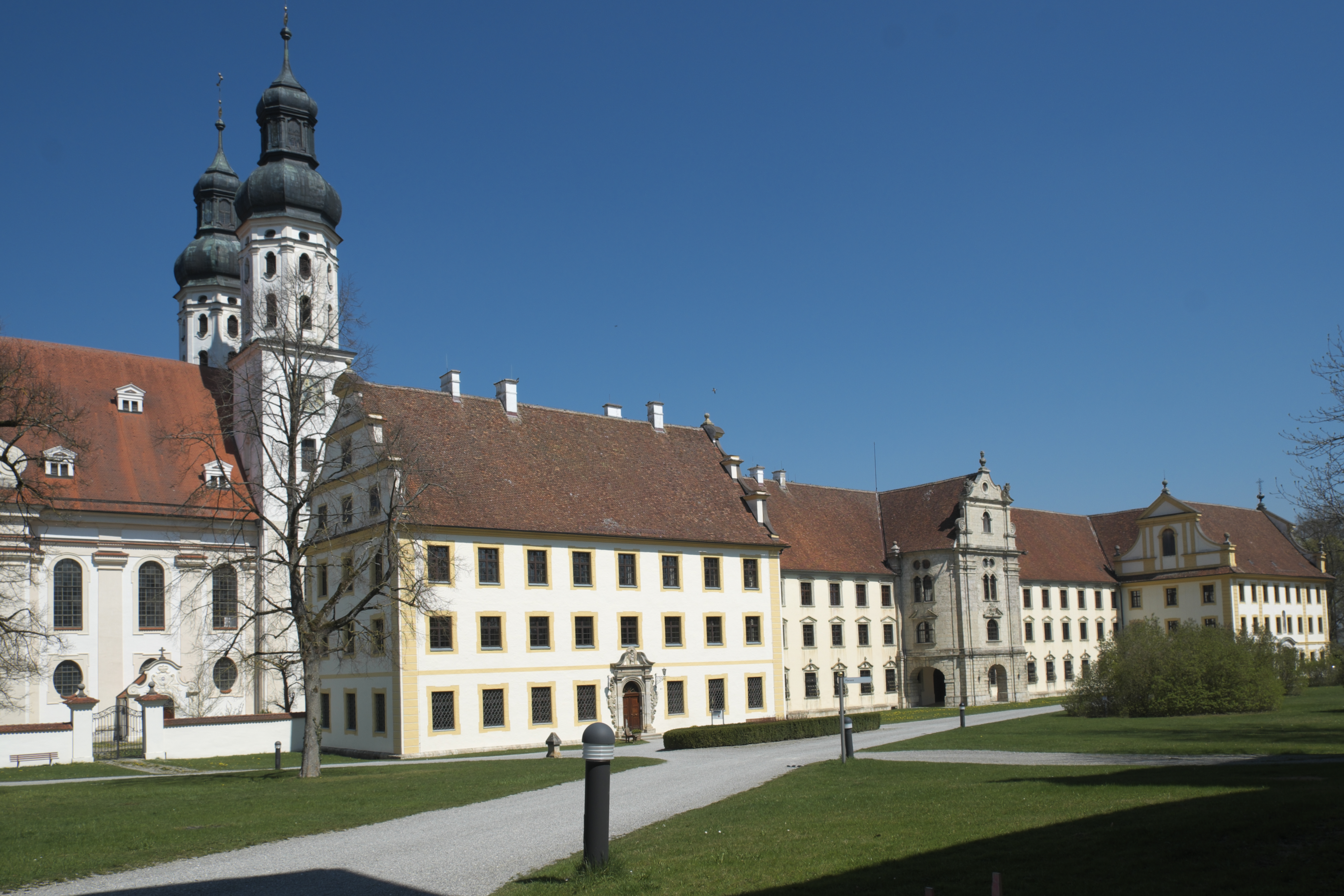
Południowe skrzydło klasztorne
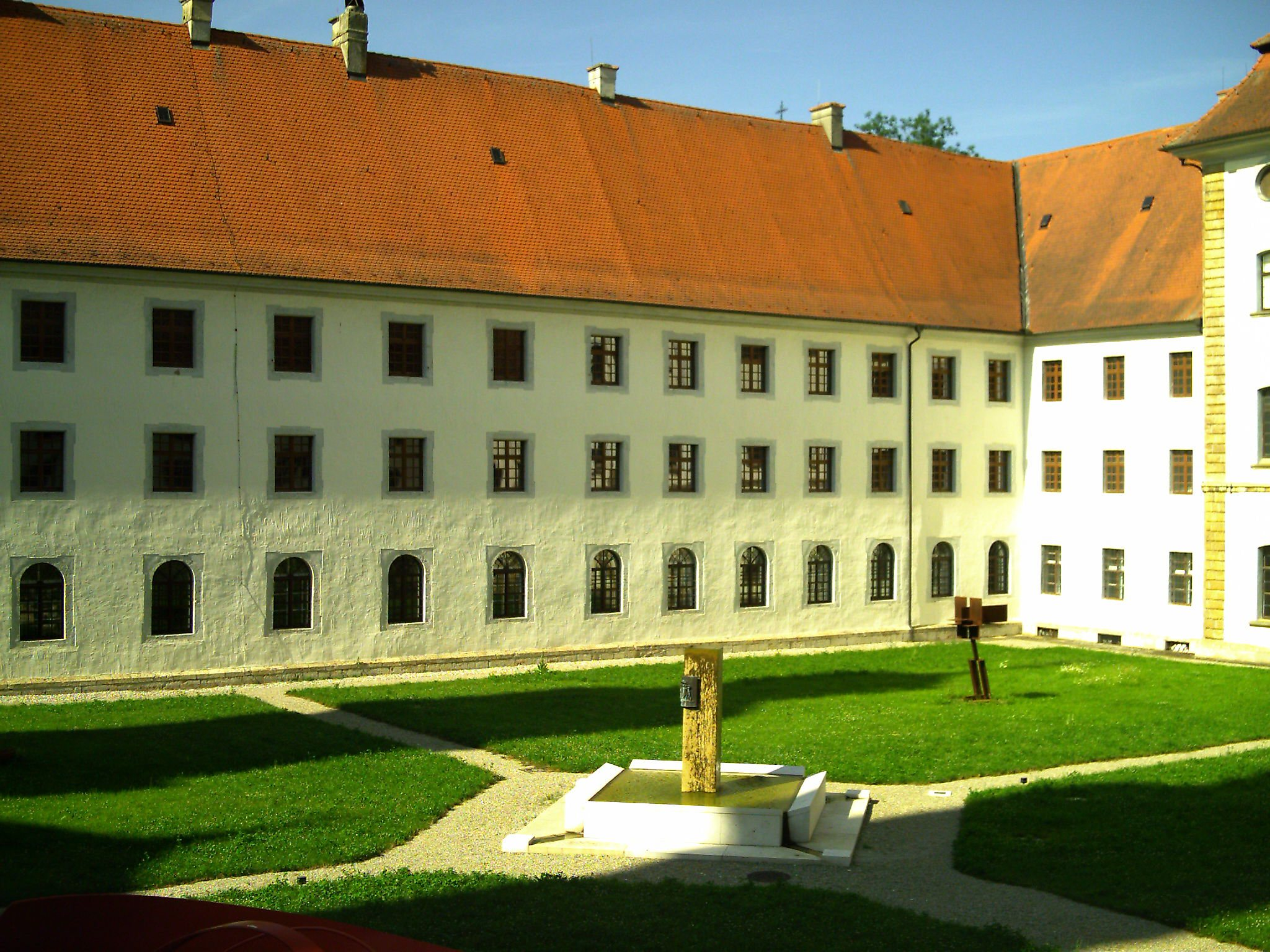
Dziedziniec
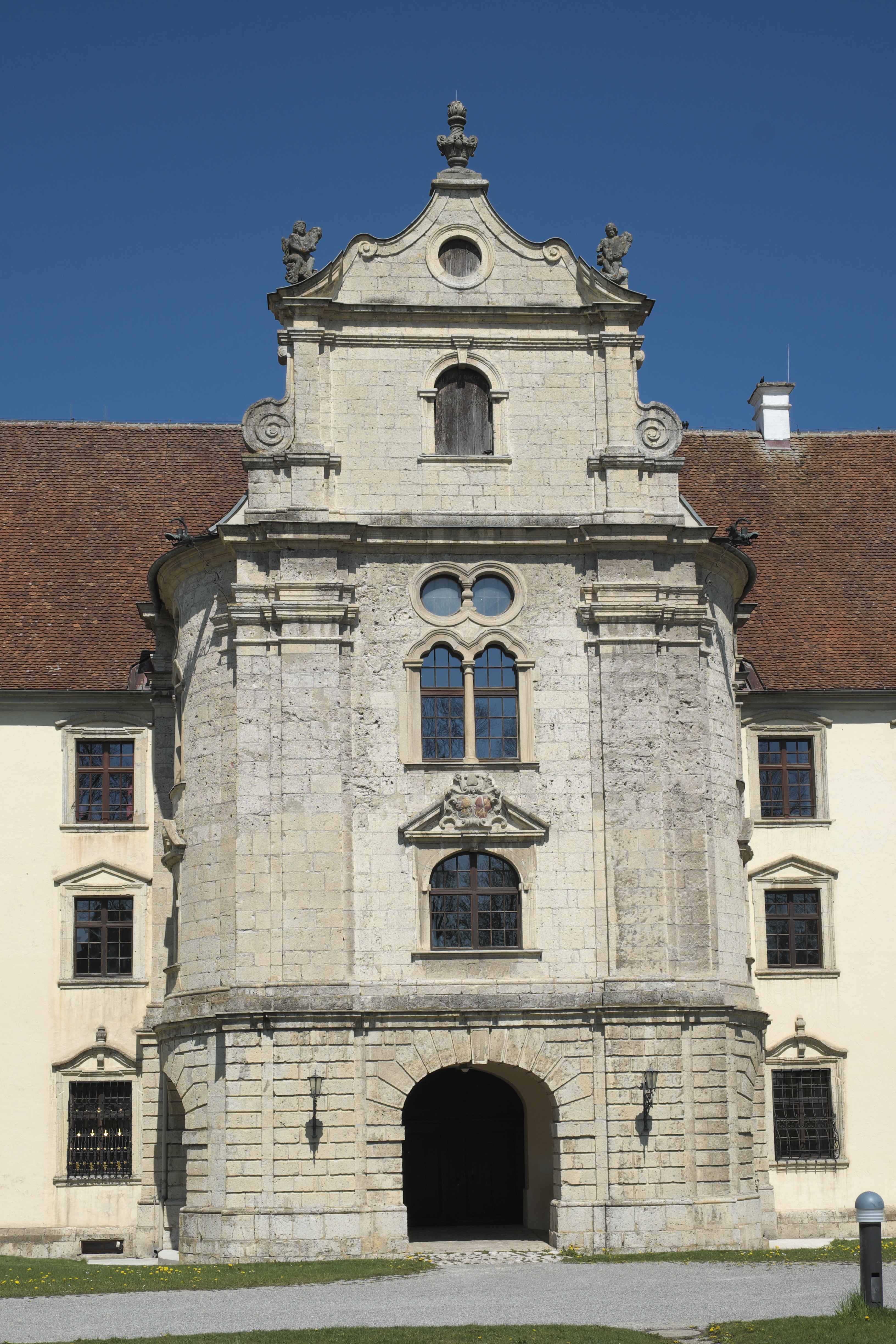
Wieża przeznaczona jako sypialnia gościnna
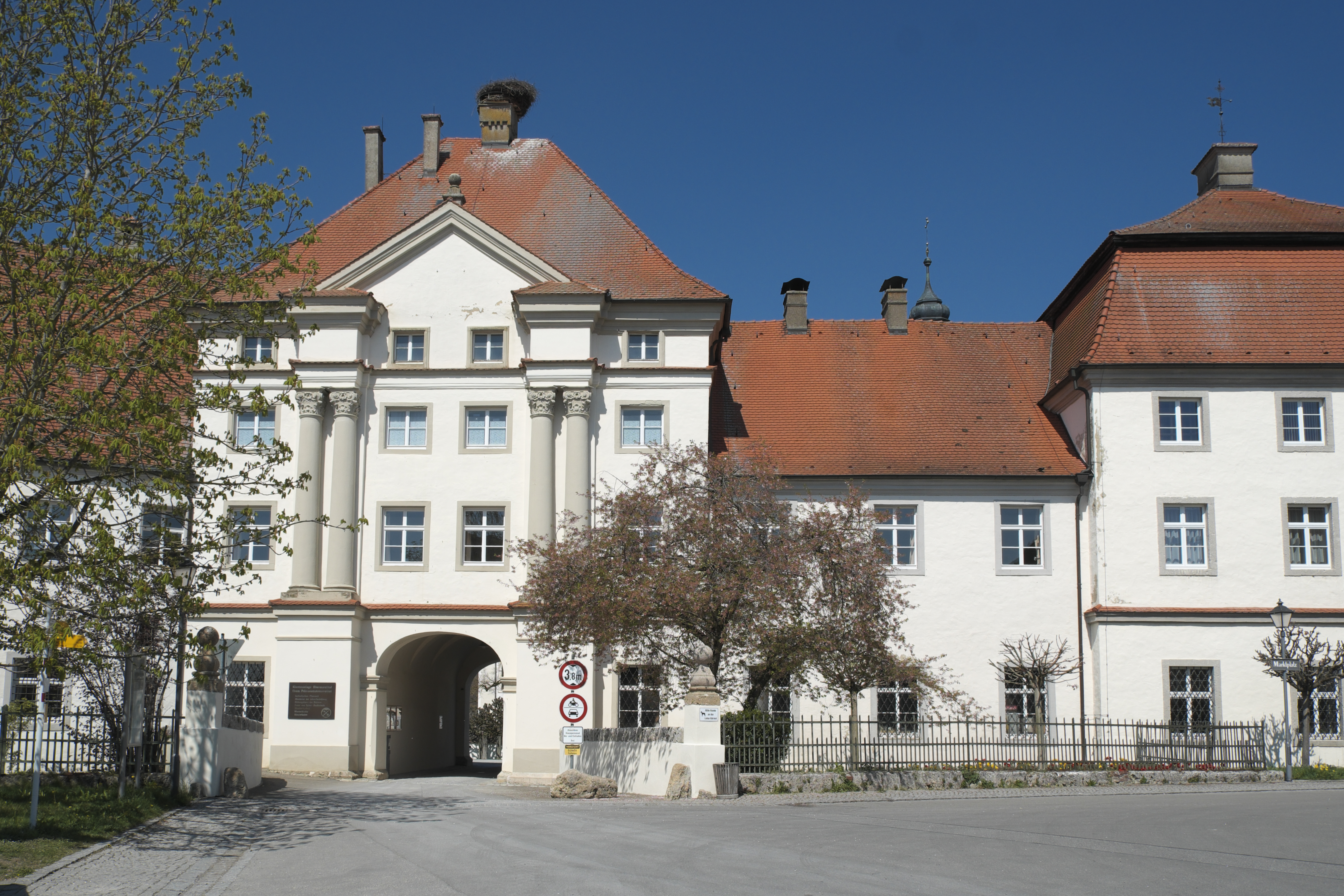
Brama wjazdowa
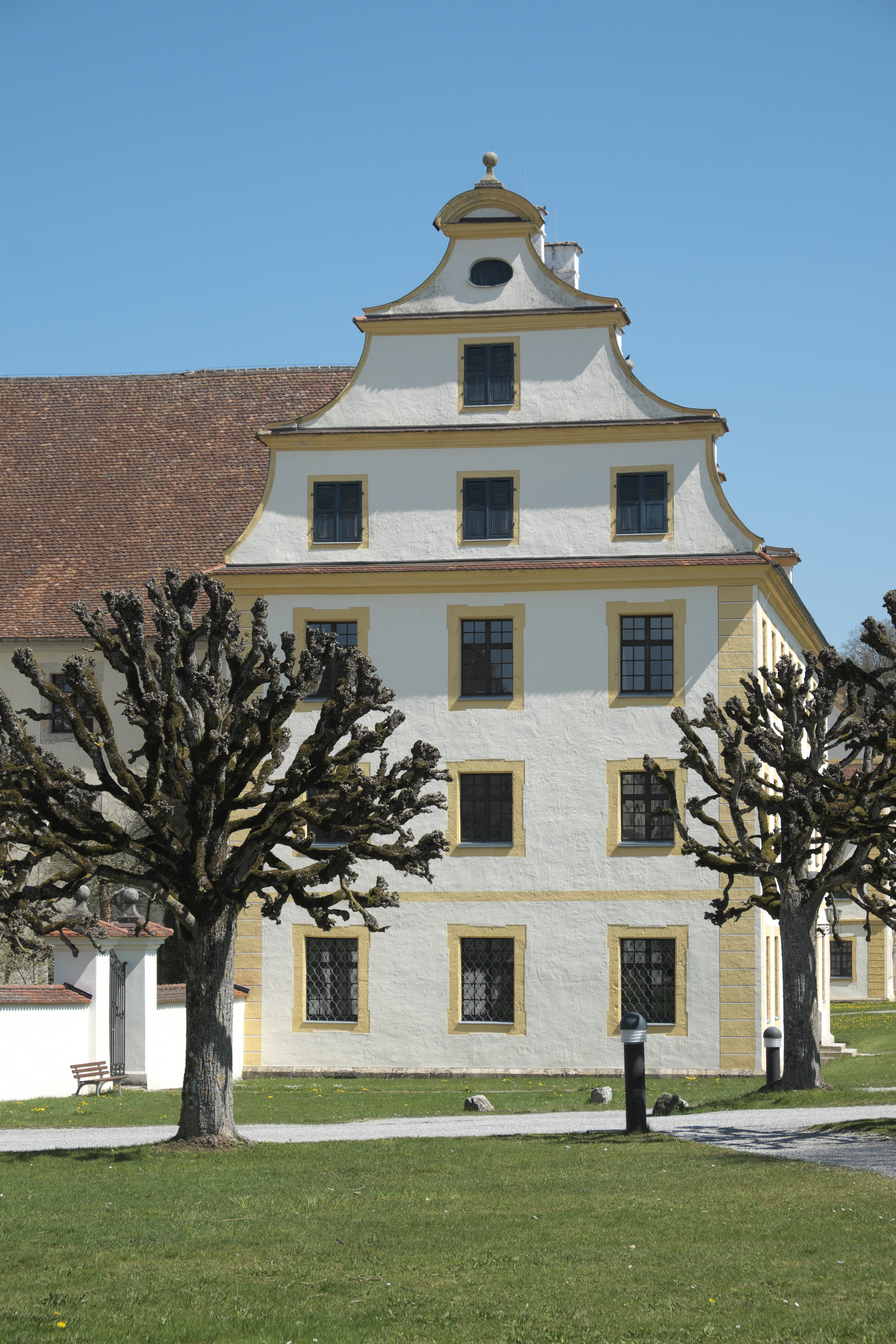
Zachodnia fasada południowego skrzydła